# Basílica de Nuestra Señora de la Candelaria (Medellín)
La Basílica Menor de Nuestra Señora de la Candelaria o simplemente Iglesia de La Candelaria, como se le conoce más popularmente, es un templo de culto católico dedicado a la Virgen María bajo la advocación de la Candelaria. Está situada en el centro de la ciudad de Medellín Colombia, vecina del territorio de la Catedral Basílica Metropolitana de la Inmaculada Concepción, al costado oriental del Parque de Berrío,
Fue catedral de la Arquidiócesis de Medellín entre 1868 y 1931, cuando este título pasó a la Catedral Basílica de la Inmaculada Concepción. Es una construcción colonial, de estilo neoclásico, planta rectangular, con tres naves y crucero. Su estructura levantada en muros de piedra y construida en cal y canto ha sido “remendada” a lo largo de su historia, con sustancias ajenas a esas características.
El 8 de diciembre de 1970 el papa Paulo VI le concede al templo el título Basílica Menor. En 1997 fue restaurada con la técnica y los materiales utilizados en la época de su construcción, y el 31 de julio de 1998 por resolución 0795 fue declarada la edificación Monumento Nacional de Colombia.

## Historia
La Basílica Menor de Nuestra Señora de La Candelaria de Medellín es la primera parroquia de la ciudad. Su primera construcción, en madera y techo de paja, fue emprendida por el cura Don Juan Gómez de Ureña, en 1649, 26 años antes de Medellín ser erigida como villa, esta construcción inicial fue muy pobre en solidez.

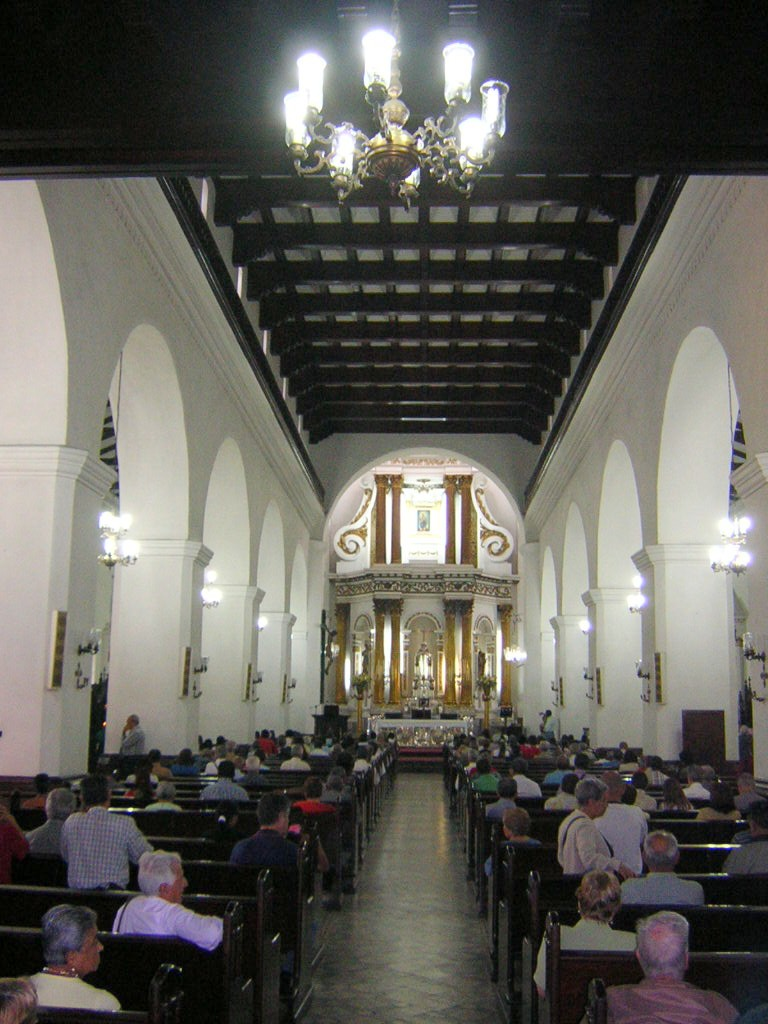
Nave Central.

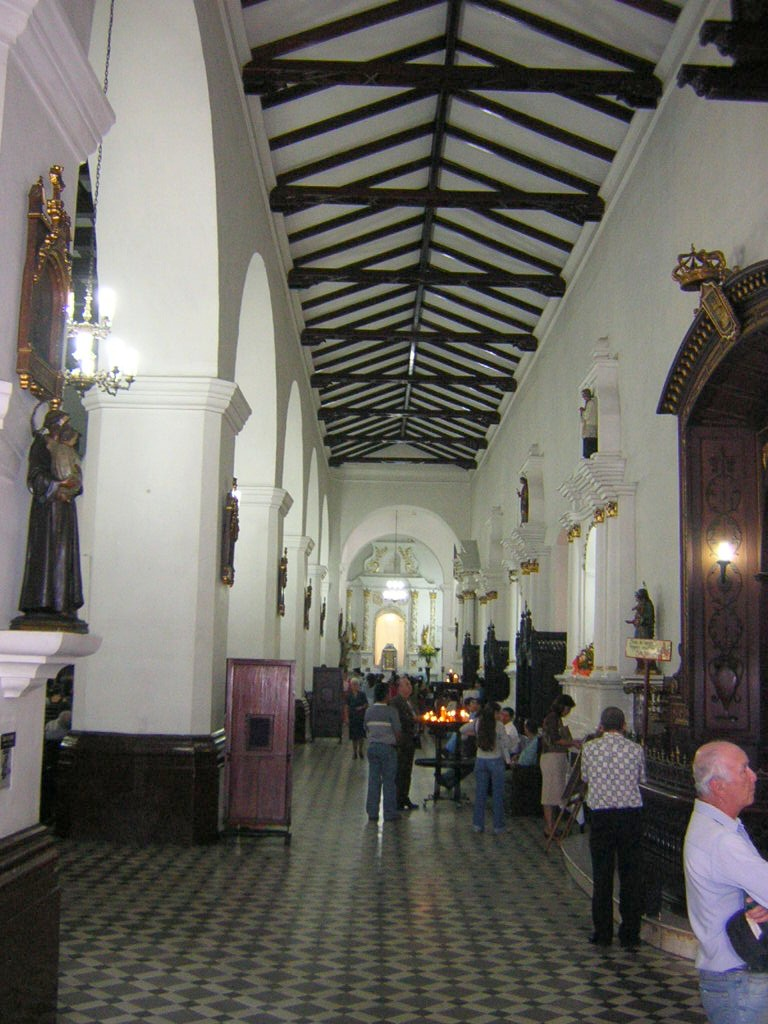
Nave lateral derecha.

Se dedicó a Nuestra Señora de la Candelaria, advocación de especial devoción para los españoles y particularmente para los marinos que cruzaron el Atlántico para llegar al Nuevo Mundo.
Las primeras imágenes de la "Presentación del Niño Dios en el Templo y la Purificación de su Santísima Madre" fueron donadas por don Ramón Álvarez.
El cuadro de la Purificación que se venera en el altar mayor, y que fue coronado canónicamente, fue obsequiado, según la tradición, por la reina regente de España Mariana de Austria y por su hijo Carlos II.
En 1712 fue reedificada en tapia por el tercer párroco Don Carlos de Molina y Toledo. En 1766 el Cabildo constató que el templo amenazaba ruina y acordó tumbarlo para levantar uno nuevo
El párroco de ese entonces, padre Juan Salvador de Villa y Castañeda, puso manos a la obra con planos del gobernador de la provincia, que no era arquitecto, José Varón de Chávez. El 12 de marzo de 1768 comenzó la construcción del actual edificio. La inauguración se efectuó el 2 de febrero de 1776 y el costo fue de 20 000 castellanos de oro.
En 1826 el culto fue trasladado a la Iglesia de la Veracruz mientras se reparaba el techo. En 1850 se volvió el culto a La Veracruz para hacerle otra importante reforma, con la construcción del altar de calicanto. Ese mismo año llegó el órgano Walker inglés.
Entre 1857 y 1860 el Pbro. José María Gómez emprendió el cambio de la cúpula por la cúpula toscaza que corona el presbiterio.
El Padre José Dolores Jiménez compró en París, en 1865, el Sagrario de plata, con su correspondiente expositorio.
El 8 de diciembre de 1868 se inauguró la Diócesis de Medellín y la Candelaria se convirtió en su primera catedral, hasta el 11 de agosto de 1931, cuando se consagró la actual, llamada la “Catedral Metropolitana de Medellín”.

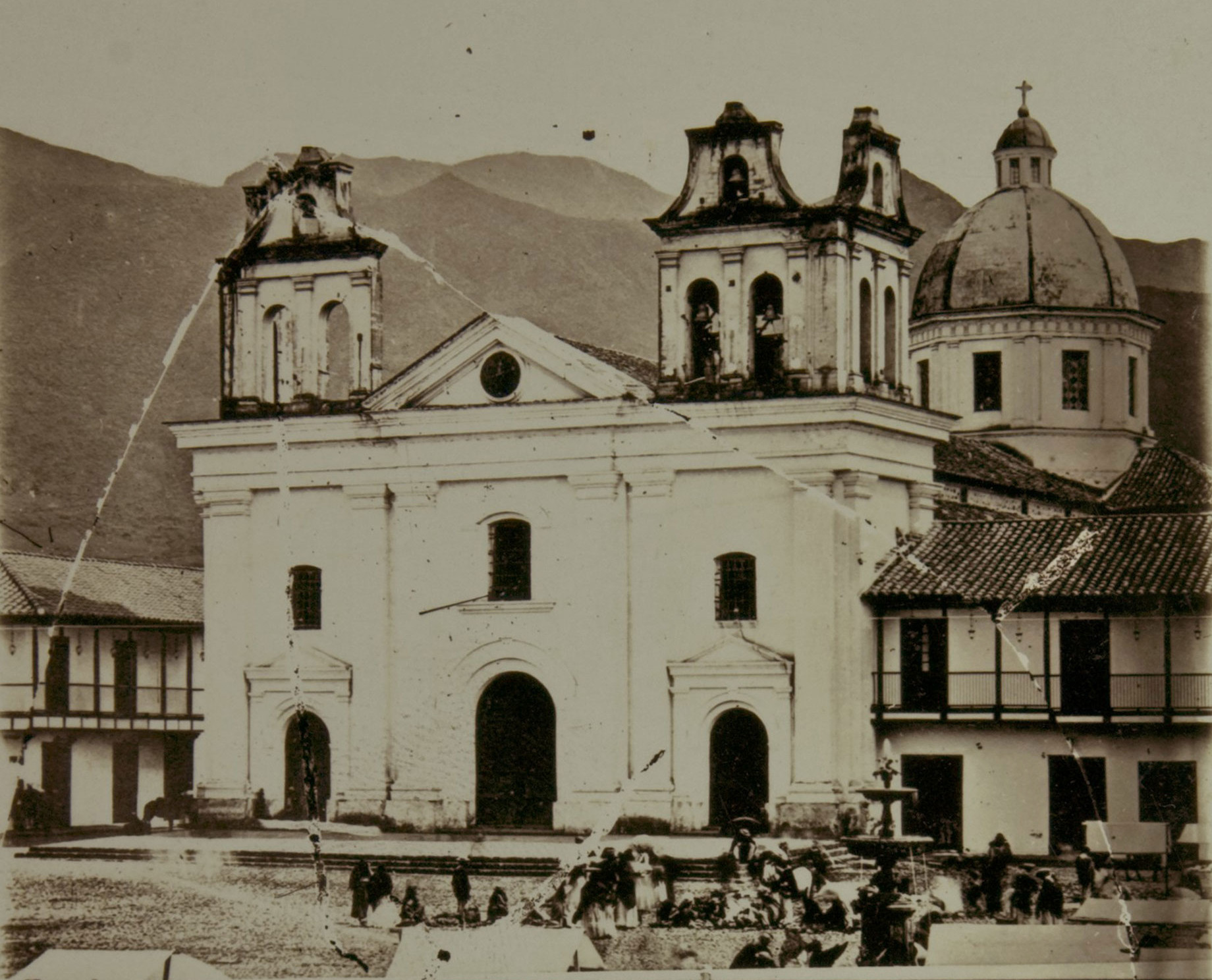
Iglesia Nuestra Señora de la Candelaria en 1870, antes de terminar las torres y cuando aun era la Catedral.

El 28 de febrero de 1888 se terminaron las dos torres delanteras, que reemplazaron las sencillas espadañas anteriores y el 1 de febrero de 1890, a las 12 del día, sonaron por primera vez para anunciar la fiesta de la patrona, las tres campanas traídas de Nueva York y fundidas con las tonalidades de do, mi, sol.
Para la coronación de la Venerada Imagen, en 1950, por privilegio concedido por S.S. Pío XII, a petición de los feligreses encabezados por su Arzobispo, monseñor Joaquín García Benítez, se procedió a nuevas reformas.
El 8 de diciembre de 1970 fue consagrada como Basílica Menor. El título se lo confirió S.S. Paulo VI, durante el arzobispado de monseñor Tulio Botero Salazar, y el curato del Pbro. Manuel José Betancur Campuzano.
Tiene un artístico sagrario de plata y una rica custodia, además del valioso joyero de la Virgen. Posee un brazo de San Félix y una importante pinacoteca en la sacristía. La imagen más venerada es la de Jesús Caído.
En 1997 fue restaurada con la técnica y los materiales utilizados en la época de fabricación.

## Contexto urbano

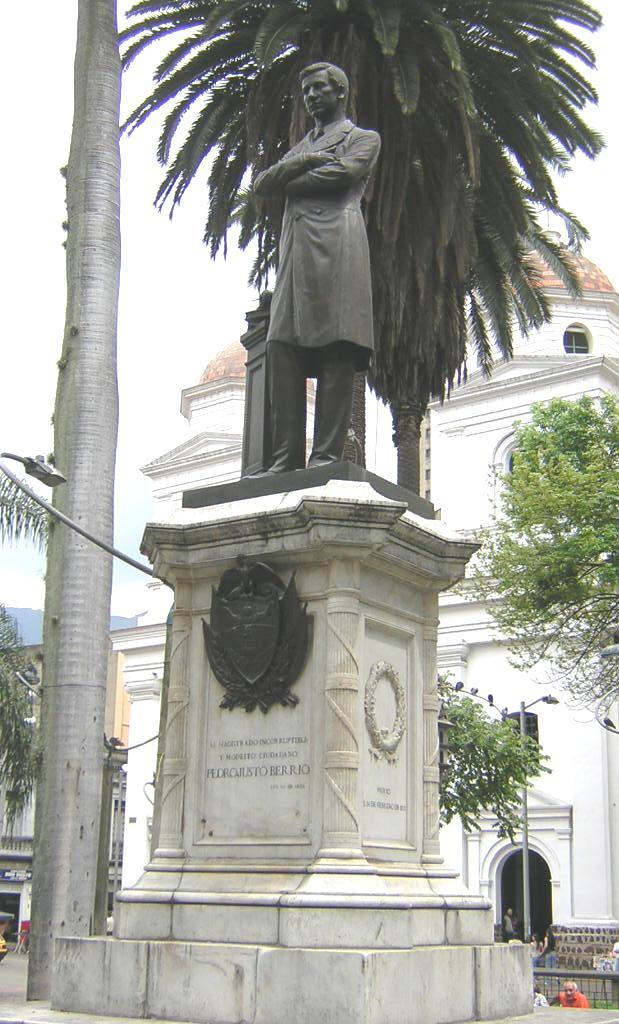
Estatua de Pedro Justo Berrio, en Parque Berrio.

La Basílica se encuentra localizada en el barrio "La Candelaria" (el cual toma su nombre del templo), al costado oriental del Parque de Berrío, corazón geográfico, centro fundacional de la ciudad, donde los antioqueños han confluido por generaciones como uno de los principal lugares de encuentro. Dicho parque es el punto de partida de la trama vial y sitio de referencia de la nomenclatura de la ciudad. En el costado sur-oriental del Parque, se cruza la calle 50 (Colombia) con la carrera 50 (Palacé), nombradas así para honrar la Batalla de Palacé, (28 de marzo de 1811), primera contienda por la Independencia de Colombia.
La historia de este parque está estrechamente ligada con la del templo de La Candelaria. La Plaza Principal, como se le llamó en un comienzo, era la antesala de la iglesia y allí coincidían los feligreses antes y después de las celebraciones religiosas. Entre 1784 y 1892, funcionó allí el mercado público y también fue escenario de ejecuciones y grandes actos públicos y políticos. Como en todas las ciudades de influencia hispánica, las familias más prestantes vivían alrededor de la plaza, que, en 1895, cambió su nombre en honor a Pedro Justo Berrío, una de las principales figuras políticas de la región en el siglo XIX.
Antes de convertirse en la zona financiera por excelencia de la ciudad, el parque Berrío sufrió varios incendios: en 1917, 1921 y 1922. Las viejas casonas tuvieron que tumbarse y ceder el paso a modernas construcciones, donde tomaron asiento las sedes bancarias y del comercio. Pero quizás su más grande transformación la sufrió a finales de la década de 1980 y principios de la de 1990, cuando se le sometió a un rediseño y un profundo trabajo de cimentación, a fin de acomodar la nueva estación del Metro de Medellín.
Hoy, el parque sigue siendo lugar de encuentro y esparcimiento, en su centro se ubica la Estatua de Pedro Justo Berrío, en la esquina sur-occidental se aprecia La Gorda, nombre cariñoso que la gente ha dado a la primera escultura monumental que el maestro Fernando Botero donó a Medellín. En otra esquina está la escultura El Desafío, del maestro Rodrigo Arenas Betancourt.

## Altar Mayor

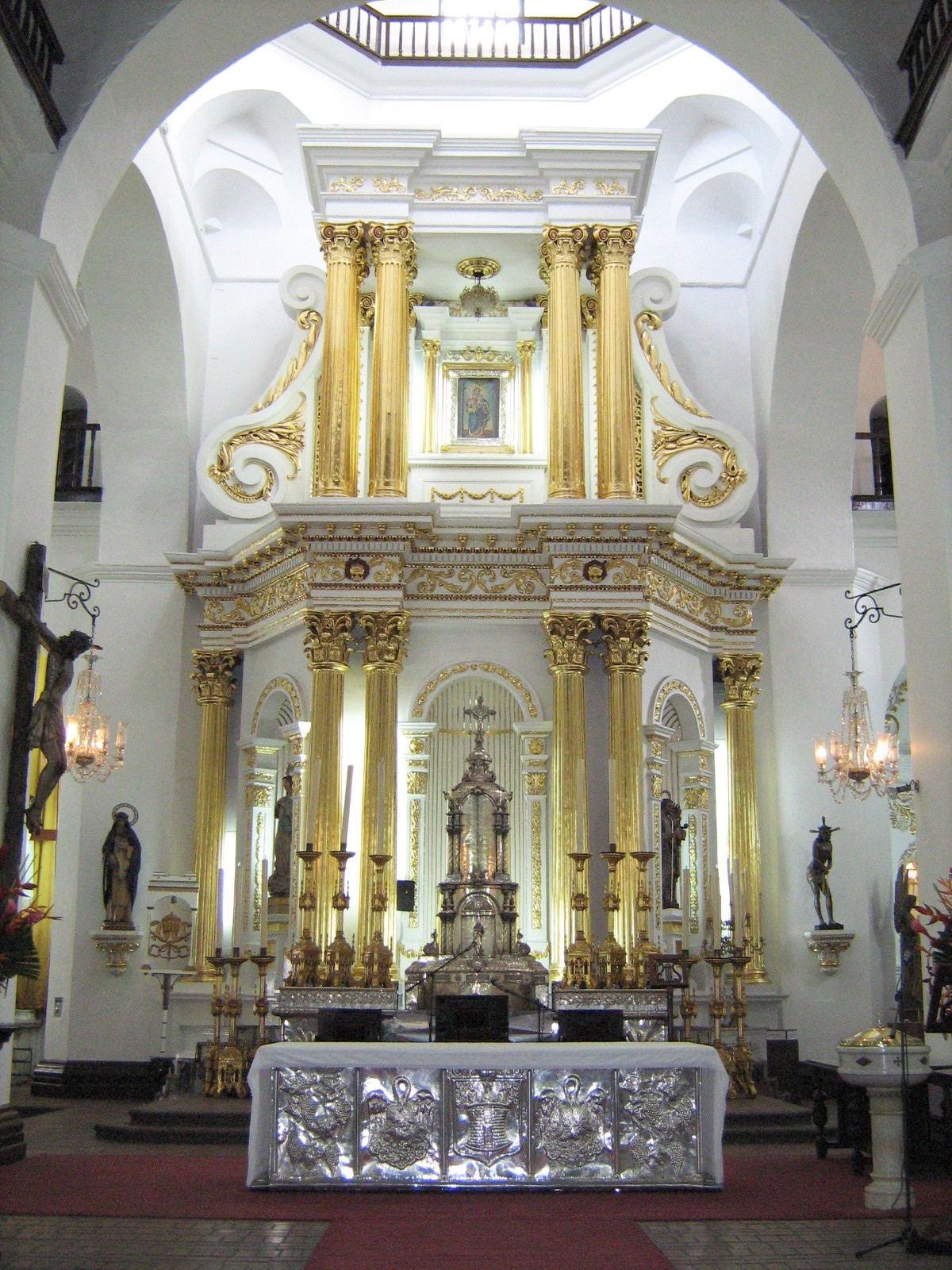
Altar mayor.

El altar mayor de La Candelaria está constituido por tres cuerpos. El primero que es como la base es el altar, cuya mesa era pegada al retablo y hoy separada después de la reforma litúrgica. Había sido forrada la mesa en lámina de plata y así se trasladó a donde está hoy después de la ampliación que se efectuó al presbiterio. Ese primer cuerpo es como el zócalo. El segundo cuerpo está hecho a la vez por otras tres partes, la central con el largo de la mesa del altar en forma lineal con columnas y un nicho grande en el centro, que después de puesto el Sagrario no contiene imagen. Luego a los dos lados sin seguir la línea recta sino en forma de ángulo están dos cuerpos laterales también con columnas y con nichos de menos dimensión que el central. Las columnas tienen sus capiteles y luego de un espacio, como un tímpano que separa las columnas de la gran cornisa que corona como especie de friso el segundo cuerpo del altar.
Termina con el tercer cuerpo que fue elaborado especialmente para poner el cuadro de la Virgen de La Candelaria y fue construido como en una especie de pórtico que se apoya a lado y lado en cuatro columnas puestas en series de a dos y al fondo está el cuadro de la Virgen y sobre las cuatro columnas está la terminación en forma de cornisa. A los lados están dos grandes volutas en forma espiral. Todas las columnas son cilíndricas y estriadas. Las del segundo cuerpo son de estilo corintio y las del tercer cuerpo estilo compuesto. Los nichos son cóncavos con arcos peraltados. Todo debidamente pintado.

## El Sagrario y el Expositorio
En el auto (acto) de visita pastoral de 1836 el Obispo Juan de la Cruz Gómez Plata ordenó hacer reformar el altar mayor, el sagrario y el bautisterio. En la visita siguiente, la de 1843 ordenó que se consiguiera un hermoso tabernáculo y nombró una junta para que se encargara de ello.
En 1852 (A.H.M. Tomo 185), habla el Cabildo Municipal de un diseño presentado por Agustín Codazzi y Paráez, para un tabernáculo y para el frontis del templo y dice que esos diseños estaban de acuerdo con el edificio viejo y se ofrecían para presentar otros diseños. En 1860 se autorizó al Párroco Benítez para vender el Sagrario viejo al templo de San Benito
En 1865 el Padre José Dolores Jiménez encargó el actual sagrario en Francia por medio de la Oficina de Marcelino Restrepo, no se sabe en exactitud si se fabricó según por algún diseño enviado, como tampoco se sabe cuándo llegó a Medellín. Lo único seguro es que se tuvieron en cuenta las medias del sitio en el altar mayor donde se iba a colocar, pues el mismo Padre Jiménez cuando encarga el sagrario da varias indicaciones, entre ellas, las medidas del altar las cuales fueron: 4,60 metros de alto, por un ancho de un metro setenta y dos centímetros y un centro de 92. Además, la plata debía ser de ley de 0,950; como lo disponían las leyes francesas sobre como debía construirse las alhajas de plata. Se pide que la forma sea circular, con buena puerta con su correspondiente chapa. En un documento de 1869 se anota que todavía se debían 2.000 pesos del costo del Sagrario.
El sagrario junto con el expositorio conforman un solo cuerpo totalmente en plata. Dicho cuerpo es de sección circular, dividido en cuatro partes en forma escalonada; de abajo hacia arriba encontramos primero la parte inferior que es como la base de todo el conjunto y es el de mayor diámetro; le sigue la segunda parte que viene hacer el sagrario, el cual es de menor diámetro que la base y alberga los copones con las hostias consagradas; la tercera parte es el expositorio de diámetro un poco menor que el tabernáculo; y finalmente la cuarta parte es una cruz que corona todo el conjunto.

## Órgano

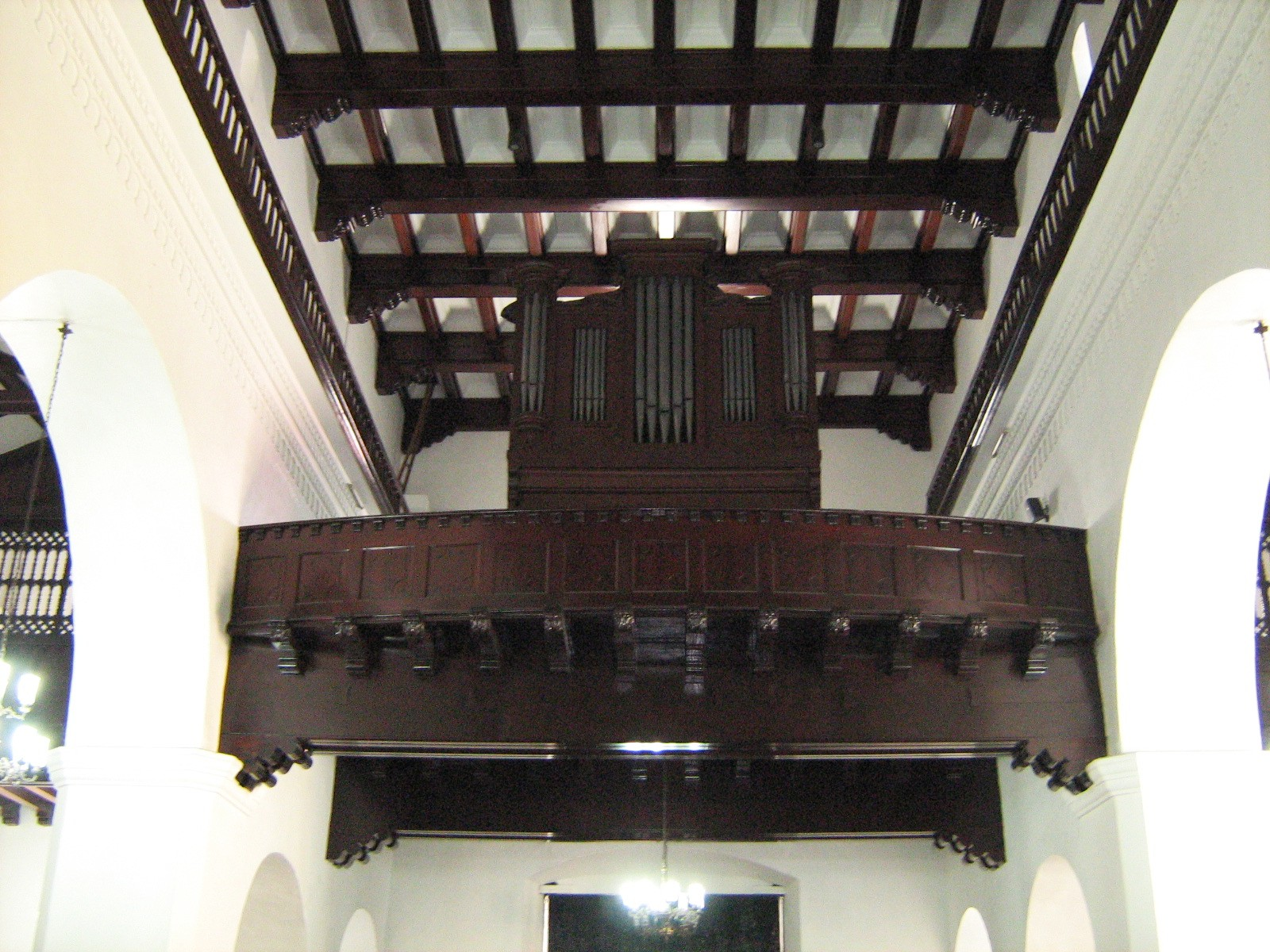
Órgano de la Basílica ubicado en el coro alto.

El órgano tubular fue donado por José María Berrientos y comprado a la casa inglesa Walker. El instrumento salió de Europa por vía marítima, para luego ser despachado por el río Magdalena hasta Puerto Berrío y desde allí a lomo de mula, hasta llegar a la ciudad en 1850. Fue instalado por el arquitecto y mecánico alemán Enrique Hausler, quien construyó el célebre puente de Guayaquil de Medellín. Hausler no era organero ni músico pero se aventuró a instalarlo, asesorado en la labor de afinación por un músico inglés que hacía parte de la comisión científica de Agustín Codazzi. Además, el arquitecto Hausler es quien realiza las obras de adaptación del coro alto para poder colocar el órgano, pues el instrumento pesa 7 toneladas. Técnicamente, el órgano se compone de 15 juegos o registros (sonidos) repartidos en tres teclados, dos manuales cada uno con 61 notas y un teclado que se toca con los pies (pedalero) con 30 notas, que sirve para los bajos graves

## Horarios de Eucaristías
| Horario de misas                                                               |
| Domingos                                                                       |
| ------------------------------------------------------------------------------ |
| 7 a. m., 8 a. m., 9 a. m., 10:30 a. m., 12 m., 4:00 p.m., 5:00 p.m., 6:00 p.m. |
| Lunes a Sábado                                                                 |
| 6 a. m., 7 a. m., 8 a. m., 9 a. m., 10 a. m., 11 a. m., 12 m. y 6:00 p. m.     |